# Cathédrale Saint-Pierre d'Aleth
Pour les articles homonymes, voir Cathédrale Saint-Pierre.
La cathédrale Saint-Pierre d'Alet est une cathédrale préromane, aujourd'hui réduite à l'état de ruines, qui appartenait au diocèse d'Aleth. Elle est située dans le quartier Saint-Servan de la ville de Saint-Malo, dans le département français d'Ille-et-Vilaine. Elle a été détruite en 1255 lors d'un conflit d'impôts avec Saint-Malo.

## Histoire

### Contexte archéologique
Les vestiges retrouvés d'une église carolingienne ont été dégagés mais le site a révélé également les restes d'un édifice gallo-romain du IVe siècle ainsi qu'un important mobilier archéologique.
L'église du IXe siècle était composée d'une grande nef unique prolongée par un chœur plus étroit, de plan rectangulaire et peu profond, lui-même flanqué de deux appendices également rectangulaires.

### Historique de la cathédrale
La cathédrale Saint-Pierre (basilique) a été construite vers 920. Elle a un plan inhabituel en Bretagne. Il procède de la volonté de reproduire le modèle de l'ancienne basilique Saint-Pierre de Rome. Ce type de plan se retrouvera dans tout l'empire carolingien. Il est la preuve du non-isolement de la Bretagne au cours de cette période.
Les vestiges sont inscrits au titre des monuments historiques par les arrêtés des 16 octobre 1945 et 12 juillet 1996,.
L'abside orientale est aménagée en chapelle dédiée à saint Pierre et restaurée en 1868. « Les fouilles menées de 1972 à 1978 par le centre régional d'archéologie d'Alet ont permis de découvrir les plans des édifices successifs. Aujourd’hui le site présente une consolidation des fondations de la cathédrale préromane ».

## Architecture
La cathédrale préromane de 35,75 m de long sur 15,50 m de large, offre un plan unique en Bretagne avec deux absides opposées.
Elle se composait d'une grande nef rectangulaire sans transept sur huit travées ouvrant sur les bas-côtés par des piles carrées sur bases chanfreinées. Les arcs à simple rouleau présentaient de minces claveaux enserrant un blocage central ; les retombées sur les piliers n'étaient marquées que par une maigre imposte biseautée, qui ne se prolongeait pas sur les faces regardant le vaisseau central et les bas-côtés. Les restes archéologiques ne permettent pas de connaître le type d'élévation de la nef et notamment la présence de fenêtres hautes au-dessus des arcades. La nef était couverte d'une simple charpente.
À chaque extrémité du rectangle se trouvaient deux absides précédées d'une courte travée de même longueur que la nef centrale. Il reste de beaux vestiges de celle de l'est. L'abside était couverte par un cul-de-four en pierres (référence nécessaire).

## Galerie

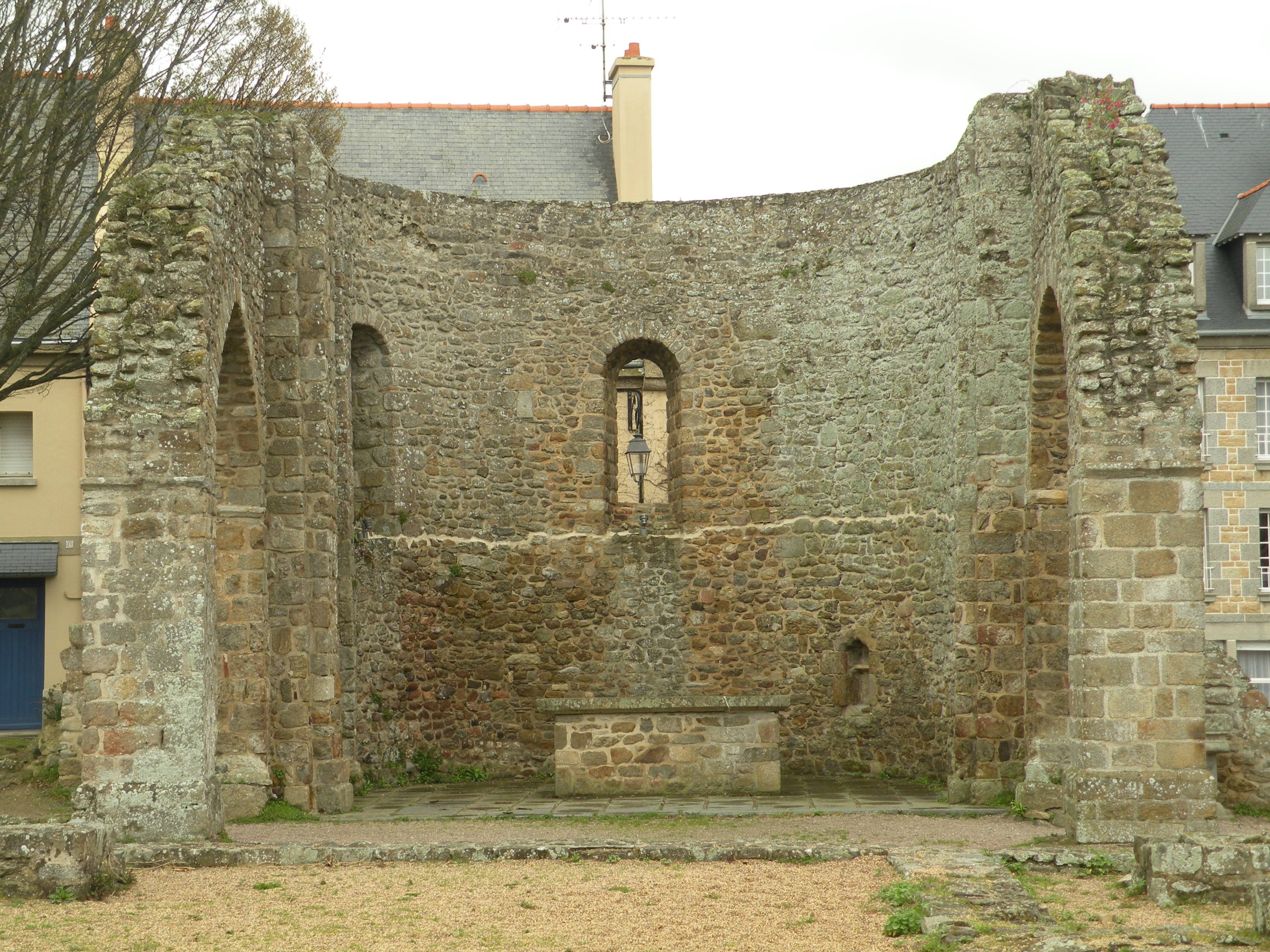
Le chœur.
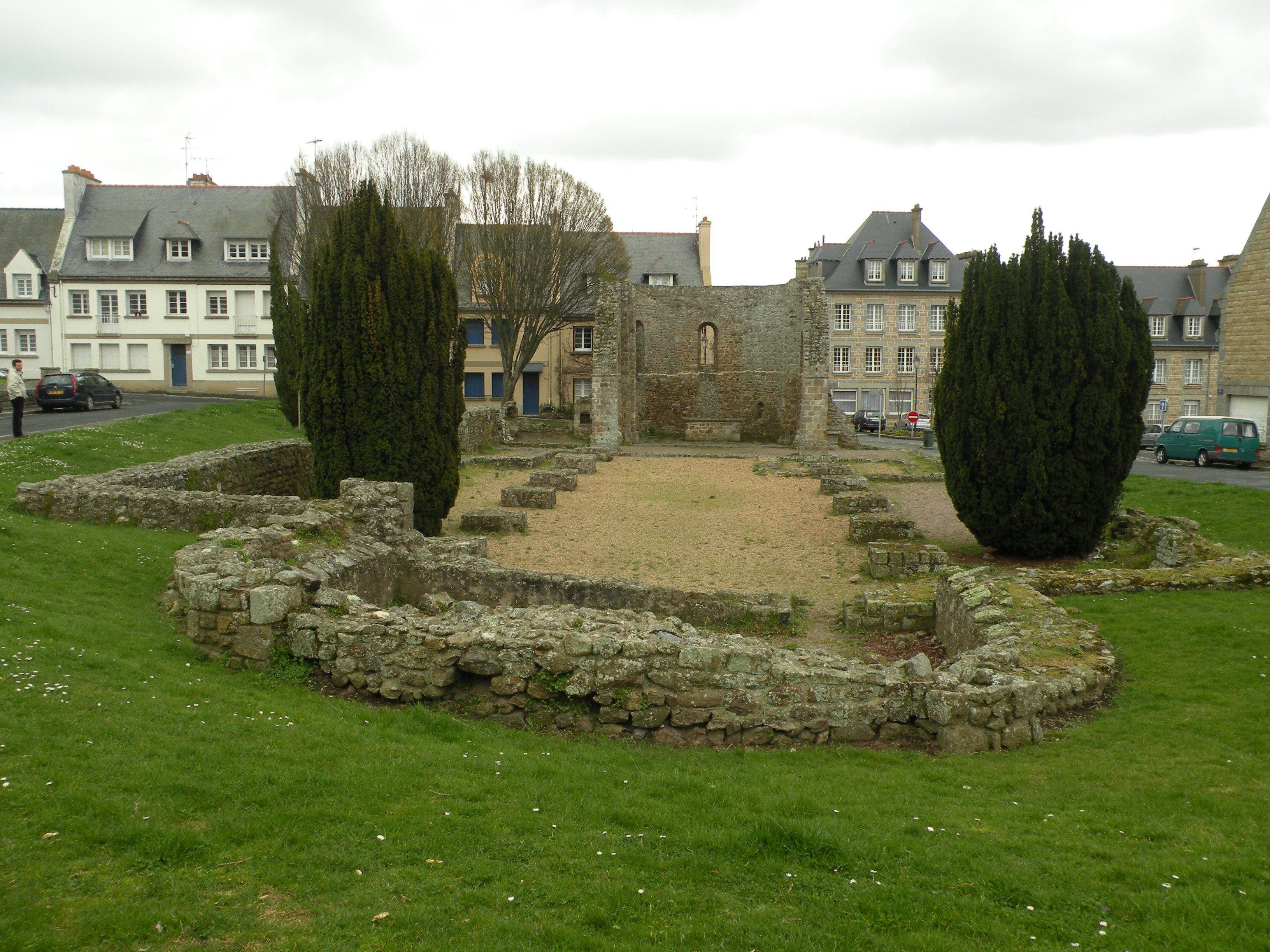
Vue d’ensemble depuis le porche ouest.
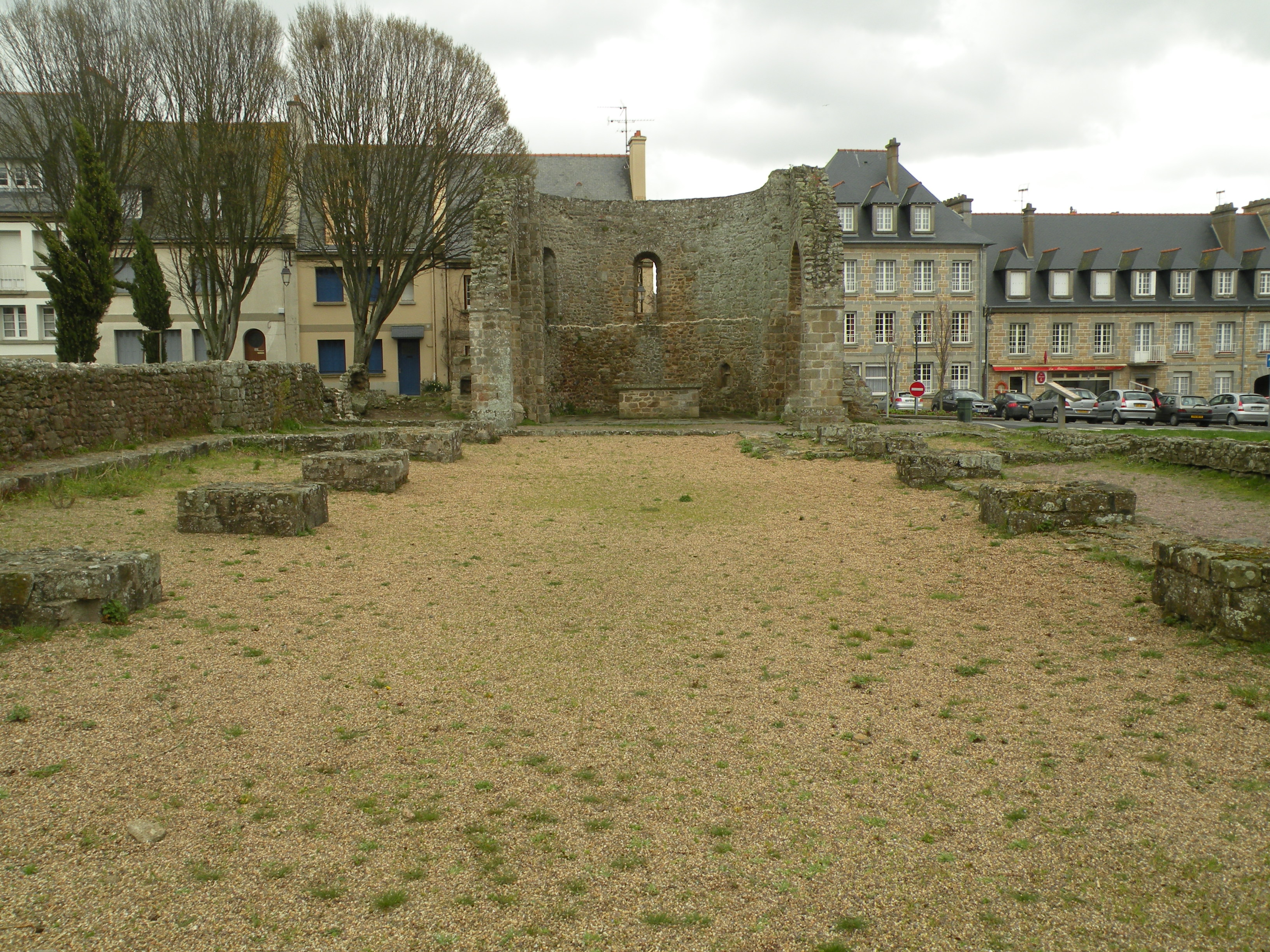
Vestiges de la nef.
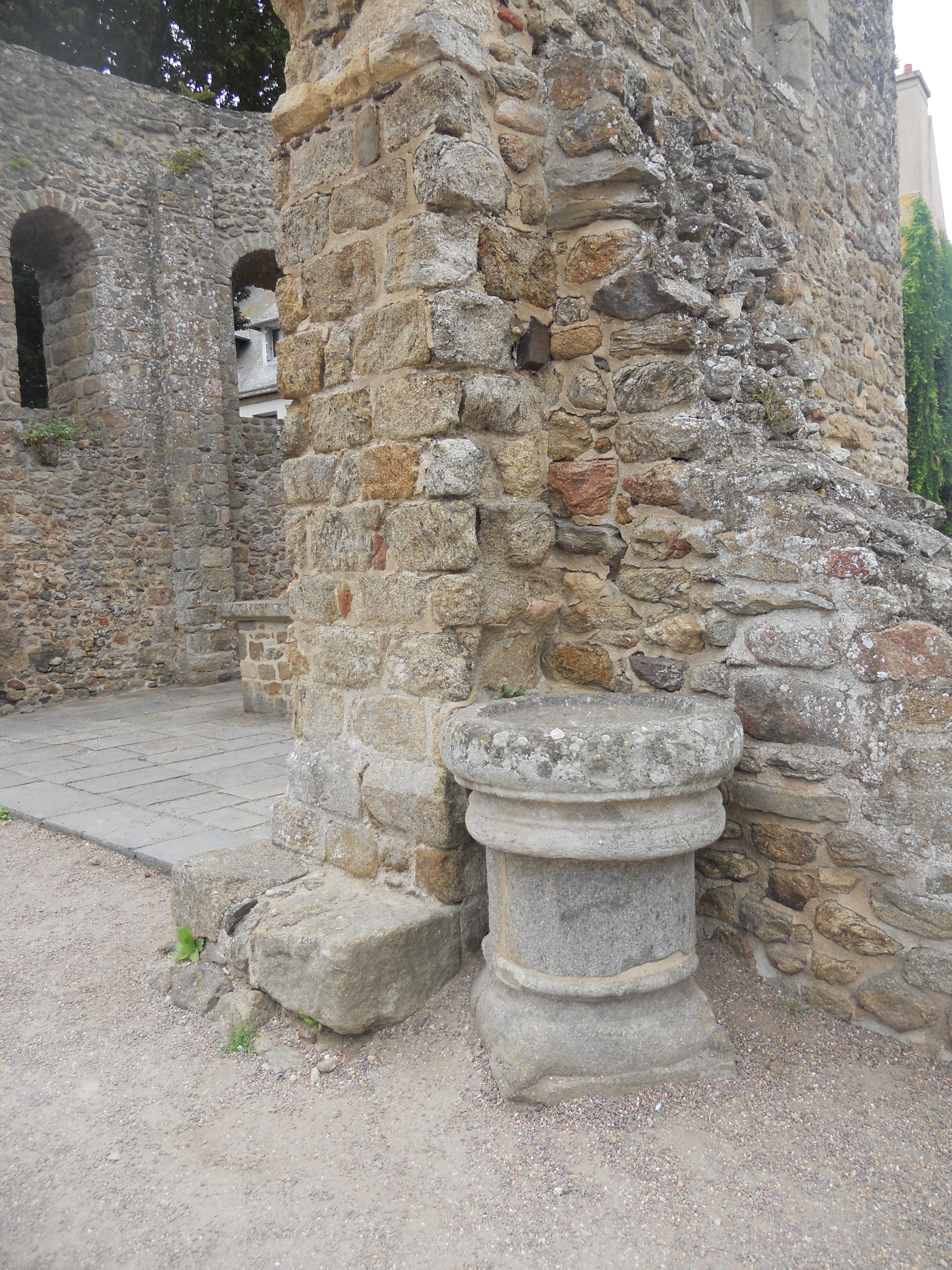
Base de colonne romaine renversée et creusée en bénitier.
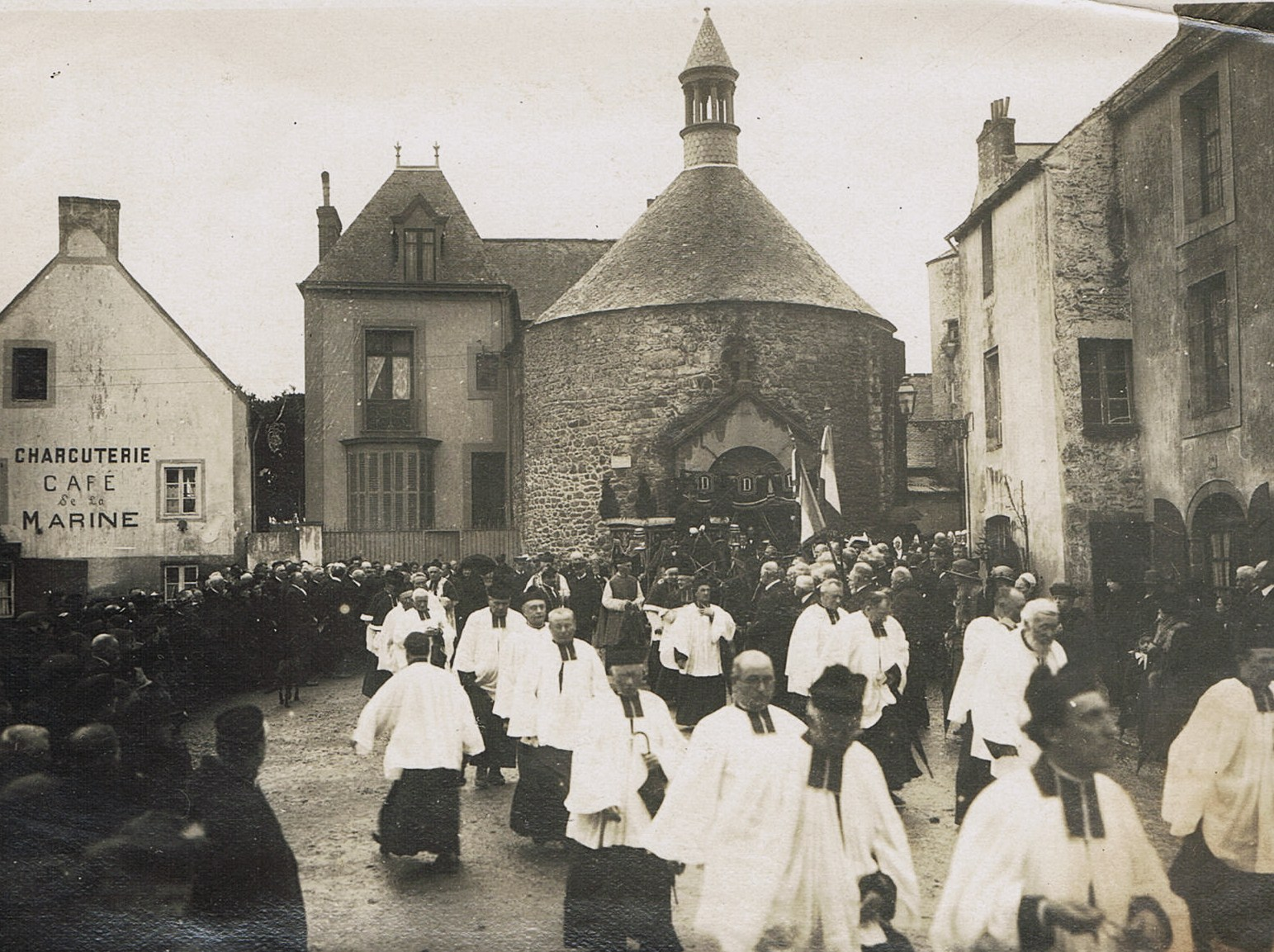
Les obsèques de Louis Duchesne à la chapelle Saint-Pierre.

## Pour compléter